# Bufalà
Bufalà és un barri del districte tercer de la ciutat de Badalona (Barcelonès). El barri de Bufalà ocupa prop de 3 km² i queda majoritàriament definit per l'Avinguda Conflent/Pota Nord B-20, Carrer Molí de la Torre, l'Autopista C-32 i l'Avinguda Martí Pujol (Riera de Canyet). Més llarg que no pas ample, aquest barri se situa a 2-3 quilòmetres de distància del centre de la ciutat.

## Comunicacions
Les comunicacions amb el barri de Morera, centre geogràfic del districte i seu del centre cívic del districte, es limiten a una via principal (av/ Bac de Roda) i dues de molt poc trànsit, que segueixen l'orografia que dibuixa la vall formada pel pas del Torrent de la Font. Això dona una sensació d'aïllament respecte a aquest barri, molt important.
Les comunicacions amb el barri de Bonavista són els dos carrers que vertebren el barri de Mar a Muntanya, el carrer Independència i l'avinguda Martí i Pujol.
La mateixa Avinguda de Martí i Pujol és la canalitzadora del trànsit cap al centre de la ciutat.
El barri que llinda per l'esquerra de Bufalà, Montigalà, és de darrera construcció, i a falta de serveis i de comerç, el carrer comercial del barri, el carrer Independència, ha actuat com a centre gravitatori també per aquests veïns de l'altre cantó de l'avinguda de Martí i Pujol.

## Urbanisme

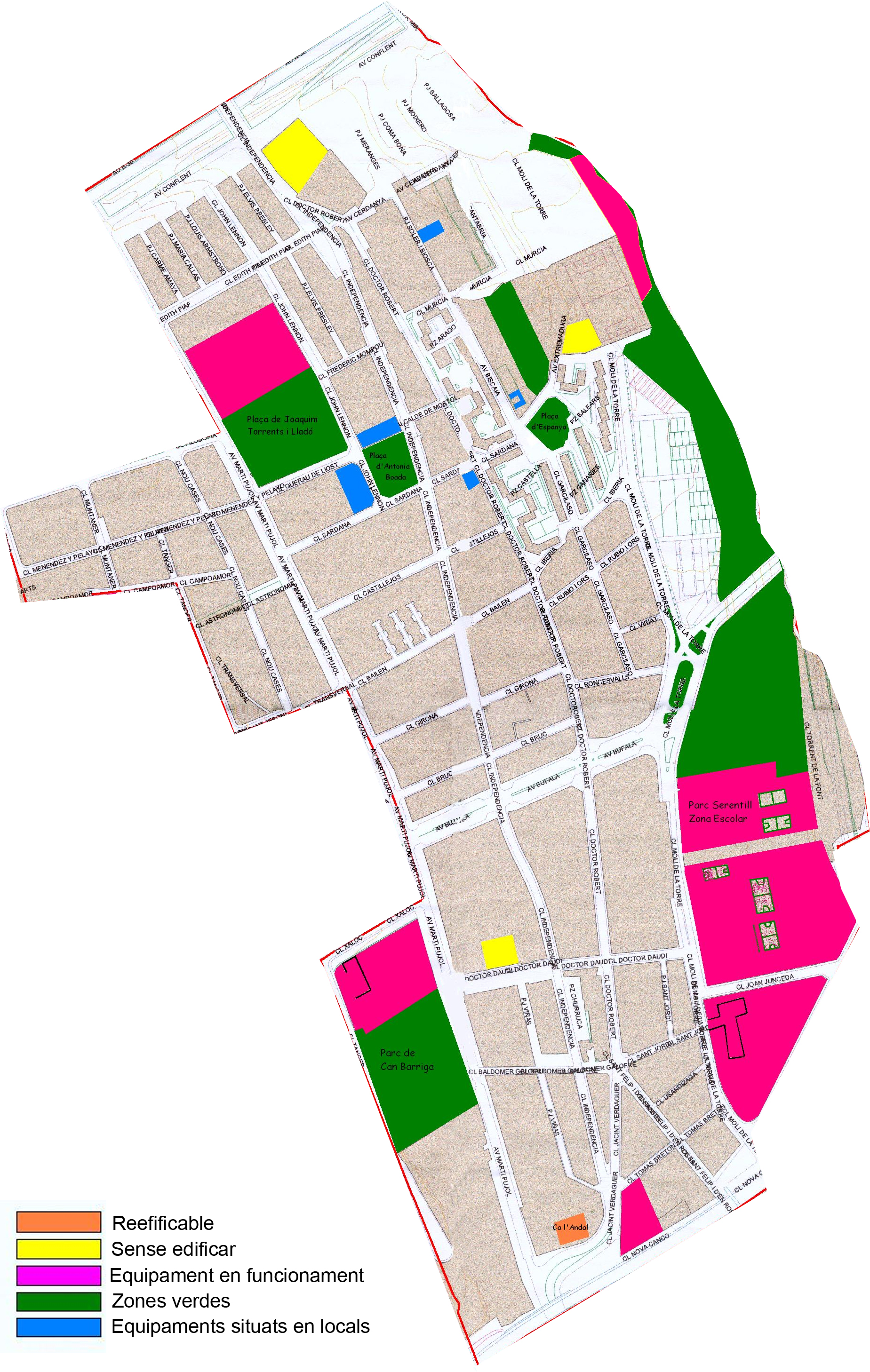
Mapa d'equipaments del barri de Bufalà

Urbanísticament és un barri prou estructurat, ja que hi ha tres eixos principals en sentit mar-muntanya i un en sentit nord-sud.
Pel que fa als espais oberts, trobem, gairebé alineats, la plaça Espanya, la plaça Antonia Boada i la plaça Torrents Lladó, configurant un desequilibri de zones de lleure entre la zona més alta i la més propera al mar. La part més baixa té el Parc de Can Barriga, que trenca i funciona com pulmó de la zona baixa.
Un altre fet peculiar, és la densitat de població que hi ha al barri: Zones molt denses com la part dels pisos de protecció oficial o dels pisos vermells del c/Bailèn, i zones molt esponjades com la zona dels carrers dels famosos o les plantes baixes de l'Av. Martí Pujol (tant per dalt com per baix)
El barri de Bufalà hi ha el carrer comercial més llarg de la ciutat. El carrer Independència té més d'un quilòmetre i és, de fet, la zona comercial per excel·lència del districte, malgrat que per la seva llargada les botigues queden dissimulades entre les façanes dels blocs de pisos. L'any 1998 aquest carrer va obtenir una remodelació què va tenir com a objectiu millorar la situació de les botigues i afavorir la zona comercial. Es van ampliar les voreres i es va deixar només una direcció de circulació de vehicles, fet que va ser possible només després de l'obertura de la riera de Martí Pujol urbanitzada.
El carrer Campoamor era potser un dels pocs del barri sense urbanitzar encara, malgrat ser utilitzat per ser l'únic accés a les instal·lacions esportives de la zona. Aquests equipaments van tenir també una notable remodelació, amb la col·locació de gespa artificial al seu camp de futbol.
L'any 2012 l'alcalde de Badalona va anunciar el projecte de construcció d'un complex esportiu que inclourà la primera piscina de 50 metres de la ciutat, la qual ha de dur el nom de la nedadora Mireia Belmonte. Tot i que en un principi la idea era remodelar la piscina del Centre, finalment es va decidir traslladar el projecte a l'espai que ocupa l'antiga fàbrica Focus al barri de Morera, ateses les deficiències que presentava l'altra piscina. El projecte ha d'estar enllestit el 2016.

## Història

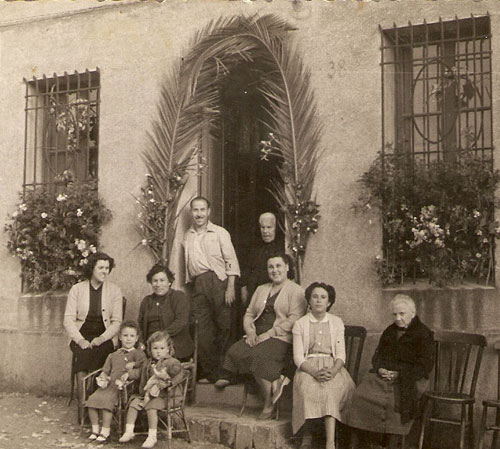
Casa engalanada de Bufalà, en festes de Corpus. (1952)

Aquest és un barri què ha conservat el nom d'una antiga masia, avui desapareguda: Can Bufalà. Es diu que la casa que duia aquest nom es deia en realitat mas Seriol però als amos se'ls coneixia com a Bufalà i el nom que va perdurar va ser aquest últim. La casa de pagès, envoltada de camps de conreu, se situava al que avui és el carrer Bailén. Però aquesta zona no va començar a estar habitada fins als anys vint, tot i que anteriorment sí que existia un petit nucli de cases a banda i banda de la riera de Canyet -el que avui és l'avinguda de Martí Pujol- i a la zona propera al carrer de Sant Felip i d'en Rosés. La creació de la carretera de Montcada i les urbanitzacions promogudes pels propietaris dels terrenys van propiciar la creació del barri de Bufalà. Martí Pujol, Jaume Bachs i Joaquim de Bufalà van ser els primers que durant els voltants de 1920 van promoure urbanitzacions a la zona. D'aquesta manera, la masia de Can Bufalà es va anar quedant sense terrenys de conreu fins que aquests es van esgotar. L'any 1956, el "Patronato de Viviendas de Renta Limitada" va començar a construir allà on hi havia hagut la masia.
Bufalà és un barri que ha anat creixent des de la data de la seva primera urbanització, que volta els últims anys cinquanta. Per aquella època ja existien unes masies i algun edifici que antigament havia funcionat com una fàbrica a Ca l'Andal i edificacions a ponent de la riera de Martí Pujol. Per aquella època també es van començar a construir habitatges a la llera de la riera, per una banda, i a la zona del Bruch, per l'altra. Aquesta última encara conserva aquest nom i és on van construir habitatges de promoció social.
Amb els anys, Bufalà ha crescut sense parar. De fet, encara continuen les construccions i les parts més antigues del barri conviuen amb les parts més noves, acabades d'estrenar, que es van aixecar a ponent del barri a tocar de Montigalà.

## Edificis emblemàtics

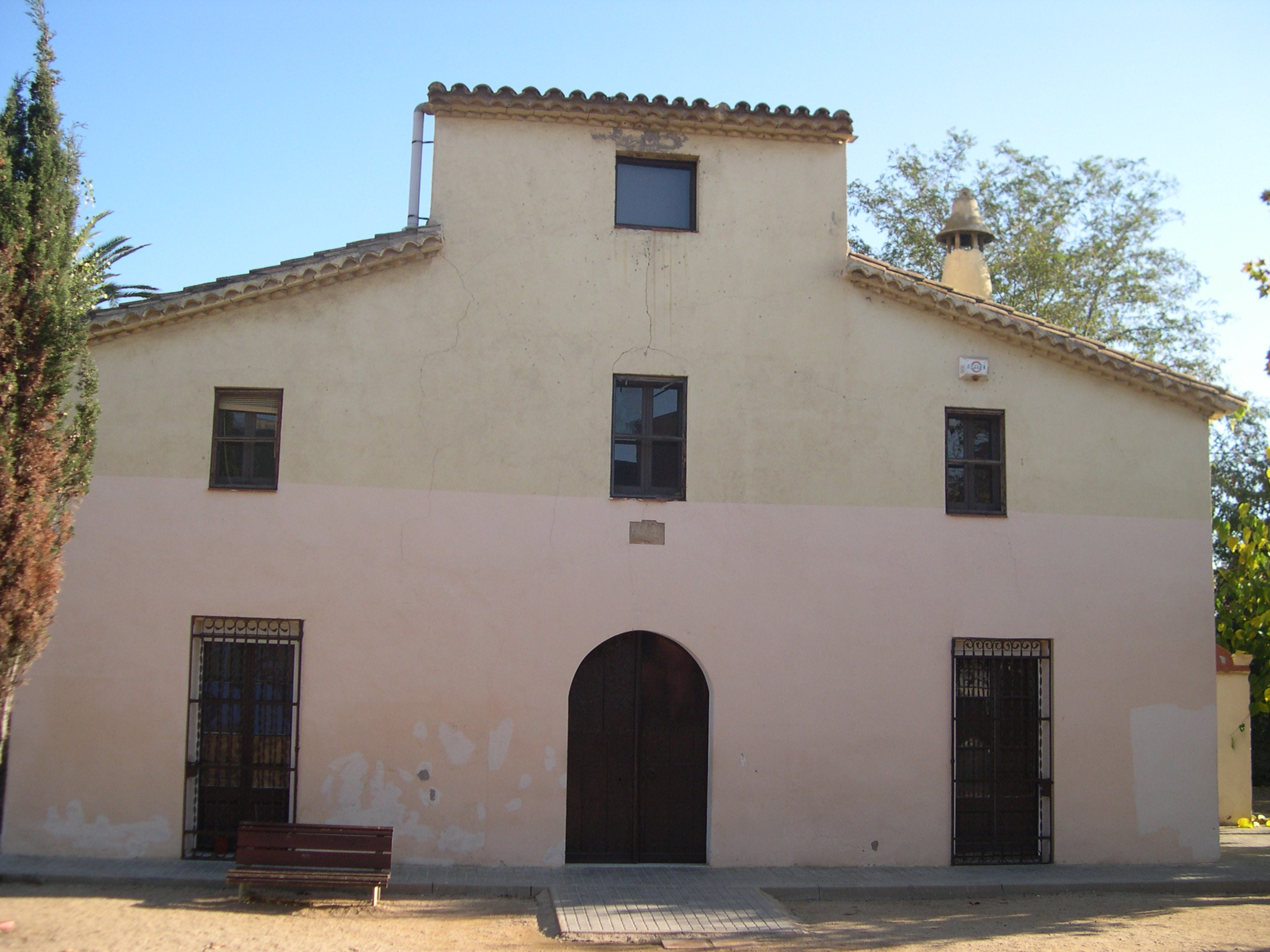
Masia de Can Barriga.

- Ca l'Andal.[4] Presideix l'entrada del barri des del mar. Conegut també com la casa del Delme perquè en una de les seves dependències hi havia viscut el rector de Badalona, quan a Badalona només hi havia la parròquia de Santa Maria i no existia la rectoria. I es diu que en els documents del lloguer de l'habitació que ocupava el rector, que disposava d'un pati on tenia un petit hort, apareix per primera vegada la paraula badiu en referència a aquest petit hort. En aquesta antiga rectoria es guardava el manuscrit "Practicas e costumes de la Rectoria de Badalona" que actualment es troba a la biblioteca capitular i colombina de Sevilla.
- Can Barriga,[5] darrere de l'actual escola d'educació especial.
- Can Gusi, antiga fàbrica tèxtil. Avui seu de la Fundació Roca i Pi.
- Can Banús.[6] Avui seu de la Fundació Acollida i Esperança destinada a malalts terminals sense sostre, regentada per una comunitat. Al costat MANSOL (Manufactures Solidàries), tallers ocupacionals per persones amb grau de disminució.
- Paratge Molí de la Torre, actualment hi ha habitatges, enfront dels quals estan situats avui els instituts públics Pompeu Fabra i l'Escola d'Art Pau Gargallo.
- Can Pontons.[7] Documentada ja el segle xiv. En el vestíbul de la casa, antigament els cups, es conserva un mosaic amb la imatge de Sant Antoni de Pàdua. Sembla una representació del s.XVII. Al fons, hi apareixen tres caravel·les i una mena de castell. A la cuina hi havia unes rajoles amb figures mitològiques de sirenes, avui guardades a la casa veïna. També en aquesta casa es conserva la tradició de pas de Colom, camí de Sant Jeroni de la Murtra. Cal tenir en compte que la masia es trobava al peu del camí ral.
- Masia Bufalà, documentada al s.XVI i enderrocada el 1956. Al davant, on hi havia un llac, hi fou construïda el 1934 la capella que després va ser la parròquia de Sant Francesc.

## Entitats i serveis
Àmbit social
- Espai Familiar de Joc Juguem Plegats
- Som-hi!
- Centre d'Acollida Can Banús
- Escola de Formació d'Adults
- Llegat Roca i Pi
- Residència Assistida Parc Serentill (Barri de Morera)
- Casal d'Avis Antonia Boada
- Cap 1 Sardana
- UBASP Unitat Bàsica d'Atenció Social Primària

Àmbit educatiu
Dins aquest àmbit trobem diversos centres que imparteixen educació reglada al barri. Hi ha tres llars d'infants: una escola bressol municipals pública, EBM Virolet, i dues llars d’infants privades, Petit Cultural i Petit Nen Jesús de Praga. Trobem també el Col·legi Boix, un centre concertat on s'imparteix des del segon cicle d'educació infantil fins a secundària, l'escola pública Bufalà, d'educació infantil i primària, i el centre d'educació especial Can Barriga.
Àmbit joves
- JOC Joventut Obrera Cristiana

Àmbit infantil
- MIJAC Moviment Infantil i Juvenil d'Acció Catòlica

Àmbit comunitari
- Associació de Veïns de Bufalà
- Parròquia de St. Francesc d’Assís

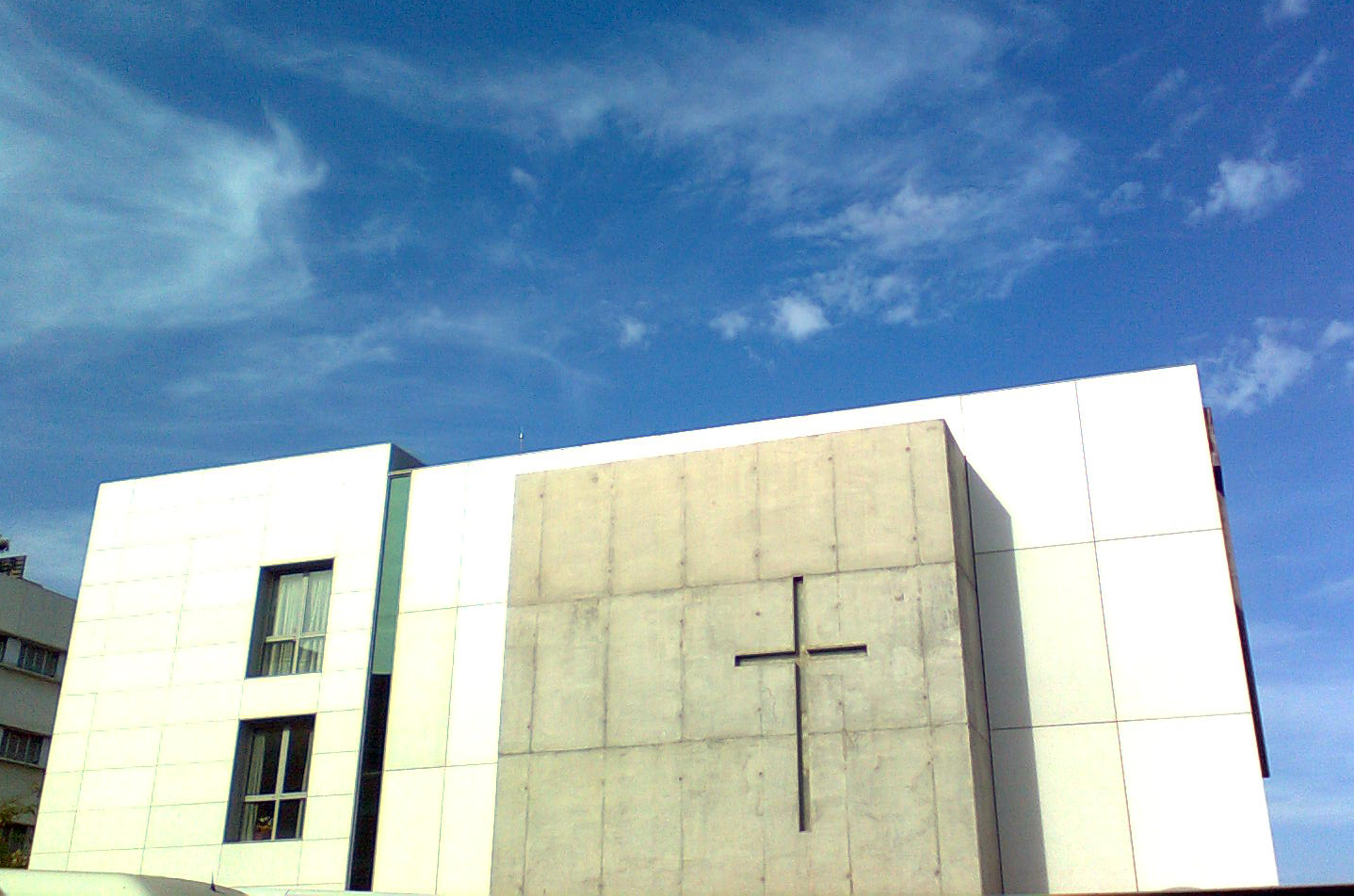
Parròquia de Sant Francesc d'Assís.

- Plataforma per un equipament sociocultural al barri de Bufalà

Àmbit cultural
- Associació Cultural Rincón del Arte y de la Música
- Centre Aragonés

Àmbit esportiu
- Agrupació Excursionista Bufalà
- Club de petanca Montigala
- Club de Futbol Bufalà
- Club de Basquet Bufalà

## Veïns il·lustres
- Antònia Boada i Ros (1928-1977)
- Miguel Poveda (1973), cantant[9]